# Monumento de Guerra de Gibraltar
El Monumento de Guerra de Gibraltar (en inglés: Gibraltar War Memorial) es un monumento que conmemora la Primera Guerra Mundial que se encuentra en Line Wall Road en el territorio de ultramar británico de Gibraltar. También conocido como el Monumento de Guerra británico, fue esculpido por José Piquet Catoli de España y dio a conocer en 1923. Al lado del monumento en la explanada construida en 1921 existen varias lápidas conmemorativas, así como dos pistolas rusas de la guerra de Crimea.
Fue construido con mármol de Carrara. El monumento fue inaugurado por el Gobernador de Gibraltar, Sir Charles Monro, (1860-1929), durante una ceremonia el 27 de septiembre de 1923. La inscripción dice: "A la memoria de todos los oficiales y marineros de la patrulla del Estrecho de Gibraltar que dieron su vida por su rey y el Imperio en la Gran Guerra"